# Granite
Ne doit pas être confondu avec Granit ou Granité.
Pour les articles homonymes, voir Granite (homonymie).

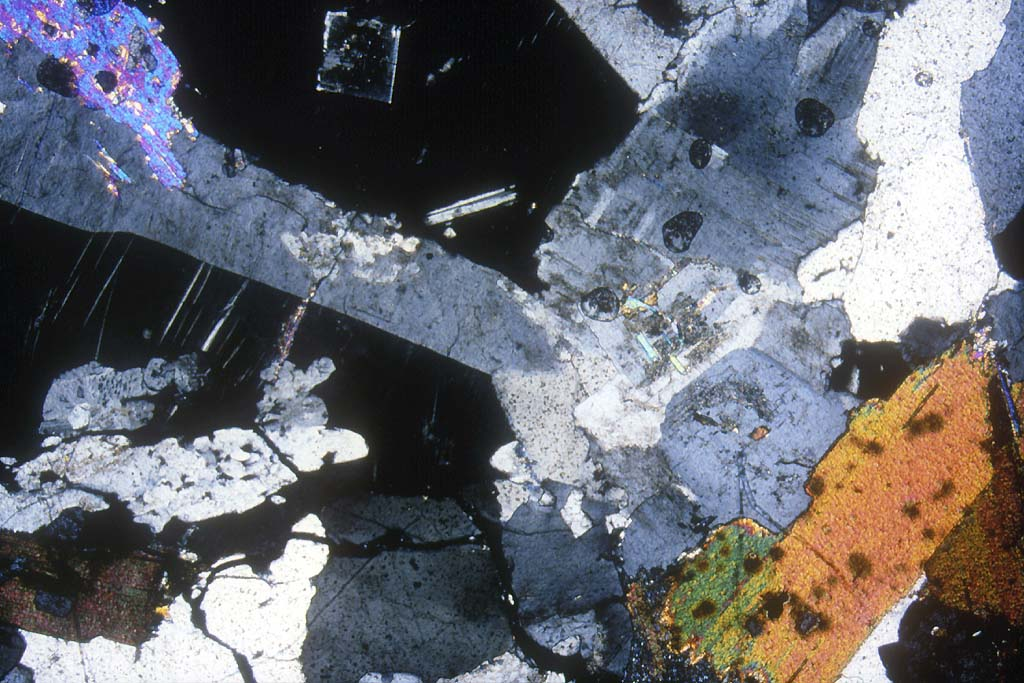
Lame mince de granite au microscope en lumière polarisée analysée.

Le granite est une roche plutonique à texture grenue, riche en quartz, qui comporte plus de feldspath alcalin que de plagioclase. Il est caractérisé par sa constitution en minéraux : quartz, feldspaths potassiques (orthoses) et plagioclases, micas (biotite ou muscovite). Le granite et ses roches associées forment l'essentiel de la croûte continentale de la planète. C'est un matériau résistant très utilisé en construction, dallage, décoration, sculpture, sous l'appellation granit.
Le granite est le résultat du refroidissement lent, en profondeur, de grandes masses de magma intrusif qui formeront le plus souvent des plutons, ces derniers affleurant finalement par le jeu de l'érosion qui décape les roches sus-jacentes. Ces magmas acides (c'est-à-dire relativement riches en silice) sont essentiellement le résultat de la fusion partielle de la croûte terrestre continentale. Certains granites (plagiogranites) rencontrés en petits plutons dans la croûte océanique sont, quant à eux, le résultat de la différenciation ultime de magmas basiques. Ses minéraux constitutifs sont principalement du quartz, des micas (biotite ou muscovite), des feldspaths potassiques (orthoses) et des plagioclases. Ils peuvent contenir également de la hornblende, de la magnétite, du grenat, du zircon et de l'apatite. Il existe plus de 500 couleurs de granite différentes.
Les roches volcaniques correspondantes sont les rhyolites.
La composition chimique moyenne du granite est : 74,5 % de SiO2, 14 % de Al2O3, 9,5 % de (Na2O, K2O), 2 % d'autres oxydes (Fe, Mn, Mg, Ca).
Le granite est une roche acide (riche en silice) et dense (densité moyenne : 2,7) et a une dureté d'environ 6 Mohs[réf. nécessaire].
Les plus gros monolithes granitiques du monde se trouvent dans le parc national de Yosemite, en Californie.
En réalité, le terme granite est souvent pris dans le sens plus large des granitoïdes, roches plutoniques avec plus de 20 % de quartz, indépendamment de la nature du ou des feldspaths qu'on y trouve. La granitisation désigne ainsi l'ensemble des phénomènes géologiques conduisant à la formation d'un granitoïde.

## Étymologie

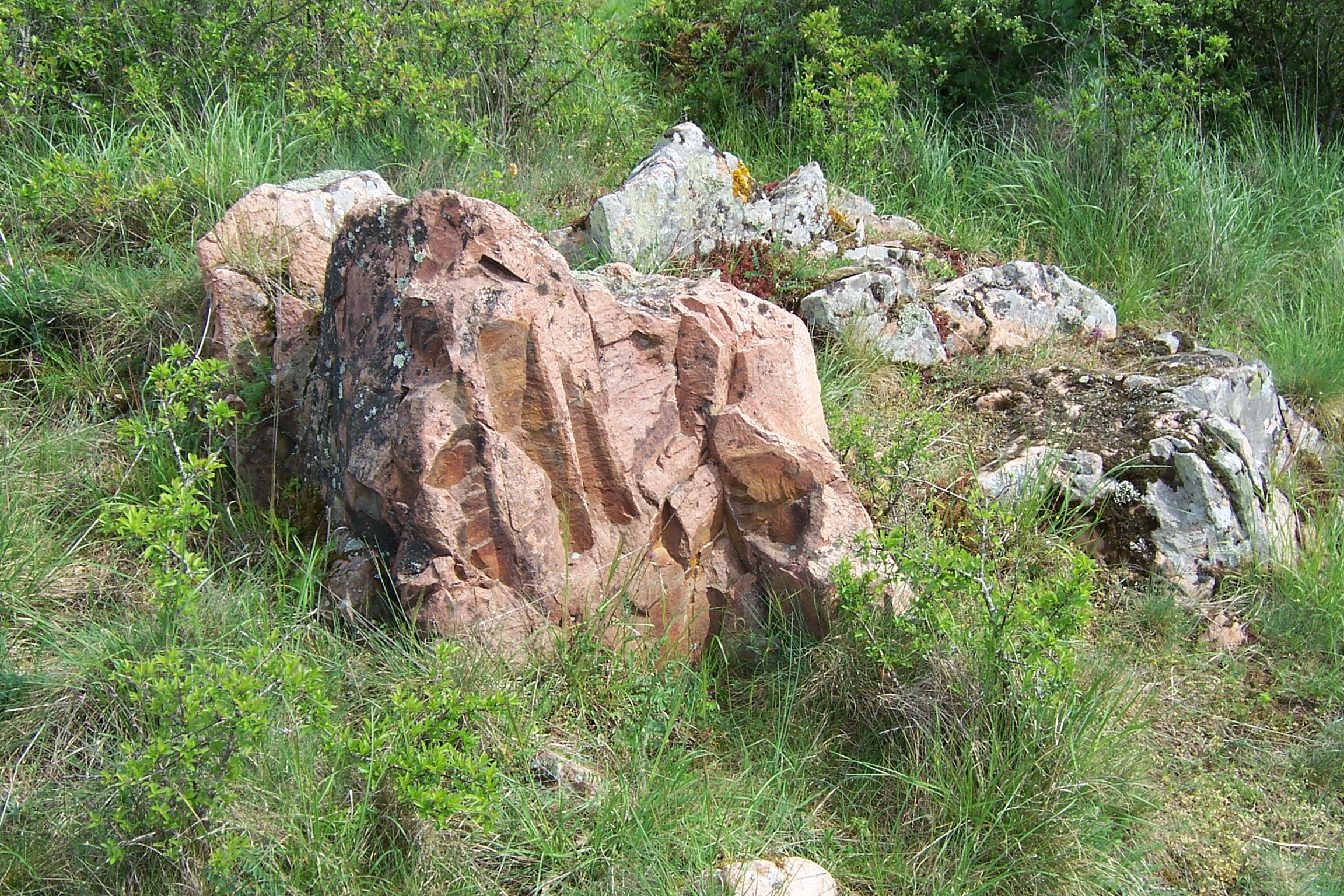
Roche granitique.

Dans l'Antiquité, la plupart des roches granitiques au sens large étaient dénommées « syénite », mais ce terme est aujourd'hui réservé à une roche plutonique apparentée au granite mais dépourvue de quartz (la syénite).
Les mots granite et granit sont transcrits de l'italien granito (mêmes sens), construit sur le latin granum (« grain ») en référence à la texture granuleuse (phanéritique) des granites et plus généralement des granits. Ce terme apparaît pour la première fois dans le Dictionnaire de la Crusca[réf. souhaitée] ; il est ensuite repris par Andrea Cesalpino dans son ouvrage De metallicis en 1596, puis par Joseph Pitton de Tournefort dans sa Relation d'un voyage du Levant fait par ordre du roy en 1717.
En français moderne, il ne faut pas confondre « granite » et « granit », le premier terme désignant une roche spécifique, tandis que le second est un terme commercial utilisé dans l'industrie extractive, indépendamment de sa lithologie. Le granit est alors un type de roche non poreuse, imperméable, grenue (constituée de grains visibles à l'œil nu) et cohérente. Des roches très variées peuvent ainsi être commercialisées sous l'appellation « granit » : granite, calcaire, gneiss, etc. La graphie granit pour désigner le granite des géologues est toutefois admise par de nombreux dictionnaires ainsi que par l'Académie française.

## Occurrences

### Ensembles granitiques à l'échelle mondiale
Les granites au sens large représentent un élément important de la croûte continentale terrestre. Dans certaines régions du monde (Afrique du Sud, Nord-Est du Brésil, Nord-Ouest de l’Australie), ils constituent jusqu’à 75 % de la surface des roches exposées. Par exemple, la collision de plaques continentales a pour effets essentiels la formation de grandes zones de déformation, mais aussi la production de granites. C'est un des moyens les plus efficaces d’évacuer l’énergie de la collision, soit thermiquement (fusion de la croûte), soit mécaniquement (cisaillements verticaux ou horizontaux).
Les granites représentent le mode principal de transfert des éléments, en particulier ceux producteurs de chaleur (Th, U), de la croûte inférieure à la croûte supérieure. Ils conduisent donc à une différenciation chimique de la croûte. De plus, ils sont souvent à l’origine de minéralisations dont l’intérêt économique est évident.

### Granites extraterrestres
Dans les roches extraterrestres connues, les granites sont beaucoup moins fréquents que les roches basaltiques. Ce sont pour leur grande majorité des granites ferrifères de type A, caractérisées par des teneurs élevées à très élevées en K2O et moyennes en CaO, les variétés sodiques étant extrêmement rares. Leur texture et notamment les intercroissances de quartz et de feldspath alcalin suggèrent qu'ils sont d'origine ignée et qu'ils se sont cristallisés rapidement à partir d'un liquide.
- Sur la Lune, des fragments de granite âgés de 4,4 à 3,9 Ga correspondent à au moins 8 événements intrusifs différents. Les dômes à flancs abrupts identifiés par télédétection peuvent représenter des formations felsiques intrusives ou extrusives.
- Sur Mars, des couches rythmiques noires et blanches observées sur le dôme de Tharsis le long des flancs des escarpements périphériques des volcans géants de Tharsis Montes suggèrent la possible éruption de pyroclastites felsiques. Bien qu'aucun véritable granite n'ait été trouvé jusqu'à présent dans les météorites martiennes, des verres felsiques et des mésostases ont été identifiés et une composante proche de la croûte continentale terrestre (granitique) est déduite de la systématique des éléments traces et des isotopes.
- Vénus a subi un important resurfaçage volcanique, tandis que les zones plissées et faillées ressemblent à des continents terrestres. Près des grands volcans boucliers, principalement de composition basaltique, les dômes à parois abruptes ont été interprétés comme des extrusions siliciques non dégazées.
- On trouve fréquemment des clastes et des mésostases granitiques dans les météorites astéroïdales. Des textures porphyriques, avec des cristaux de feldspath alcalin pouvant atteindre plusieurs centimètres, ont été observées dans des enclaves de silicate au sein de météorites de fer. Dans les chondrites, les brèches polymictes peuvent contenir des clastes granitiques, dont la provenance est débattue. Un claste de la chondrite Adzhi-Bogdo (en) est daté par la méthode Pb-Pb à 4,53 ± 0,03 Ga, ce qui en fait le plus ancien granite connu du Système solaire.

## Genèse des granites

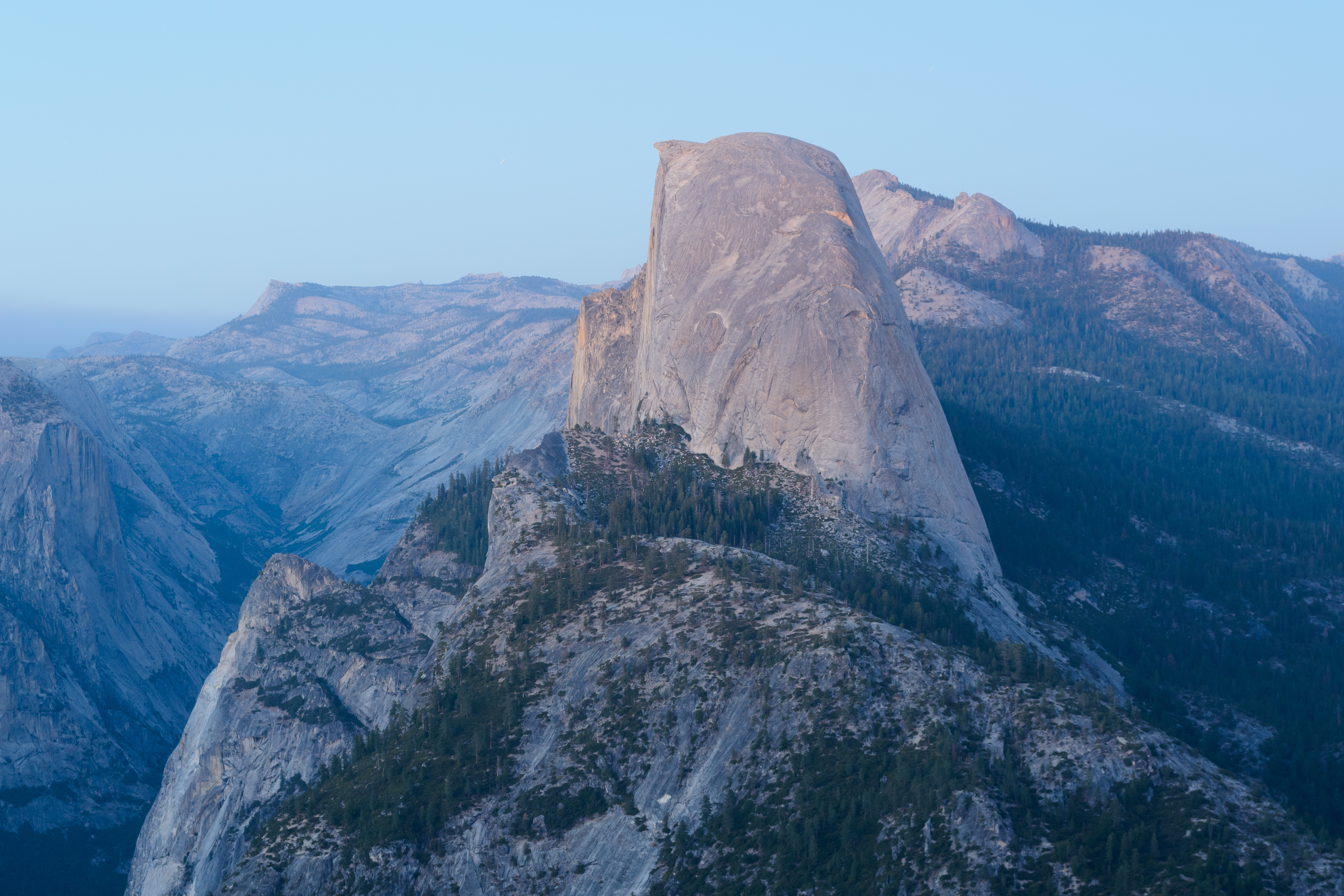
Half Dome, le plus gros monolithe granitique du monde au parc de Yosemite, en Californie (États-Unis).

Les granites sont d'origine plutonique (par opposition aux roches effusives, d'origine volcanique, comme le basalte). Ils se forment en profondeur par refroidissement très lent du magma, mélangé à d'autres roches. Les minéraux cristallisent alors dans un certain ordre : d'abord les micas, puis les feldspaths, enfin les quartz. Certains granites naissent de la fusion de la croûte continentale lors d'une collision entre deux plaques tectoniques.
Deux modèles principaux de processus pétrogénétique responsable de la formation des granites sont proposés :
- fusion crustale de roches à différents niveaux de composition variable (ces roches de la croûte continentale ou océanique donnant directement par fusion un liquide granitique) ;
- fusion mantellique de roches ultramafiques qui donnent des basaltes ou des andésites/diorites, évoluant ensuite par le processus de différenciation en une série magmatique plus ou moins complète, qui s'étend du magma basique primaire au granite.

Ces modèles (origine mantellique et crustale) sont insuffisants pour expliquer la variété des granites dont la formation résulte le plus souvent d'une contamination et d'un enrichissement du magma basique par la silice et les alcalins (Na et K) qui diffusent de la croûte continentale, ou d'un mélange entre des magmas basiques d'origine mantellique et des magmas granitique d'origine crustale (granite mixte). Si l'immense majorité des granites peut avoir deux origines différentes (mantellique et crustale), mais non incompatibles, tous les intermédiaires possibles existent.
La formation des granites résulte de mécanismes qui diffèrent selon l'environnement géodynamique au moment de leur mise en place. Les géologues distinguent les granites anorogéniques (dans une région non soumise à un cycle orogénique) et les granites orogéniques dont la formation est liée à l'orogenèse et peut se faire au cours celle-ci (granites syntectoniques plus ou moins orthogneissifiés formant des granites circonscrits à bords nets, des granites d'anatexie à bords diffus, ou des granites mixtes) ou à la fin (granites syn- à post-tectoniques formant des petits massifs circonscrits ou des grands batholites tardifs).

### Évolution
Les bases de données géochimiques montrent, après filtrage, l'existence de trois intervalles de temps caractérisés par une composition différente des granitoïdes, d'étendue mondiale : 4,0 à 2,5 Ga (Archéen), 1,8 à 1,0 Ga (Mésoprotérozoïque) et 1,0 à 0 Ma (Néoprotérozoïque-Phanérozoïque) : concentrations en éléments incompatibles faibles dans le premier intervalle, élevées dans le deuxième et intermédiaires dans le troisième. La première période de transition (2,5–2,0 Ga) peut refléter une diminution de la profondeur de génération des magmas et de l'épaisseur de la croûte (en réponse à la propagation d'une subduction soutenue autour du globe) et la seconde (1,0–0,5 Ga) un refroidissement continu du manteau, l'augmentation de la résistance mécanique de la lithosphère et peut-être la subduction de lithosphère continentale.

## Classification et typologie

Composition minéralogique des roches magmatiques.

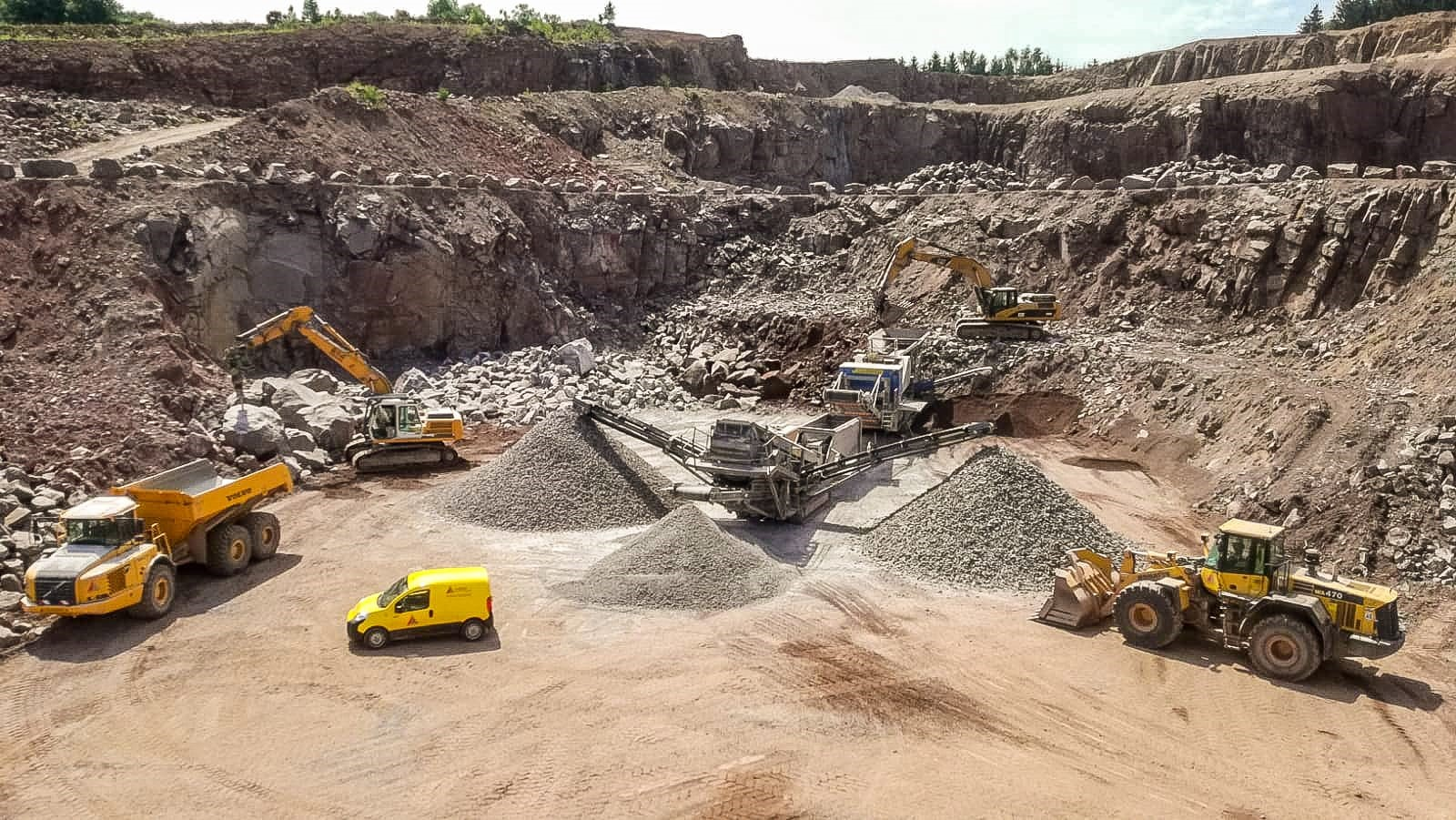
Carrière de granite dans les Vosges.

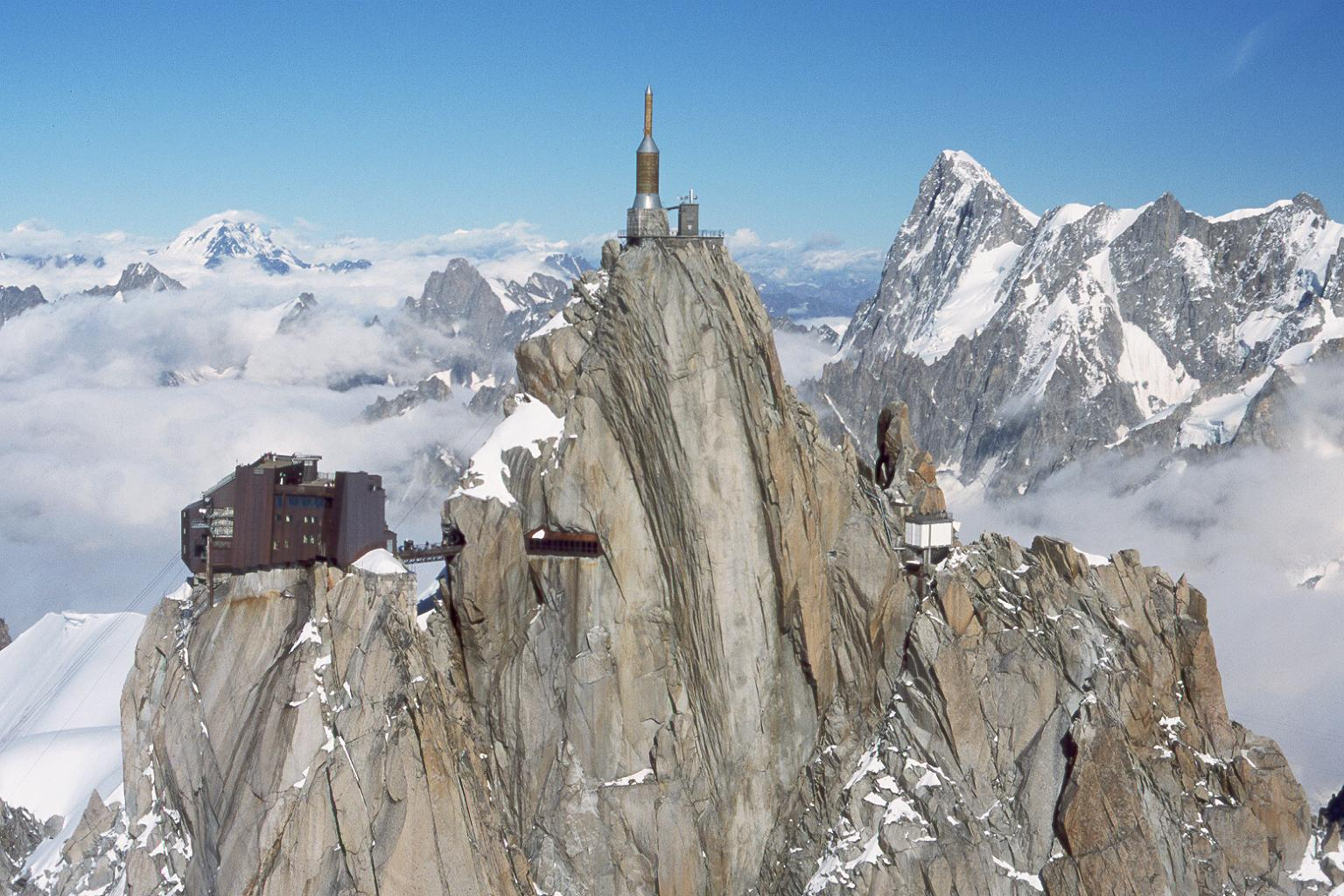
Aiguille du Midi (Alpes).

De nombreux auteurs ont établi des classifications, parfois génétiques, souvent binaires : leucogranites et granodiorites de J. Didier & J. Lameyre (1969), granites I et granites S de B.W. Chappell & A.J.R. White (1974), série à ilménite et série à magnétite de S. Ishihara (1977), granites crustaux C et granites mantelliques ou mixtes M de J. Didier et al. (1982), etc. Ces classifications binaires ne rendent pas compte totalement de l'hétérogénéité des granites et de la complexité des phénomènes naturels.
La classification de B.W. Chappell & A.J.R. White (1974) a été adaptée par les pétrologues du monde entier, et progressivement complétée par le granite de type « M » (1979, Chappell), et le granite de type « A » (Loiselle & Wones 1979). Progressivement, cette classification S-I-M-A en 4 groupes s'est imposée, même si la plupart des pétrologues s'intéressant aux granites reconnaissent qu'elle est à la fois incomplète et ambiguë. Pour autant, aucune autre classification n'a réussi à s'imposer dans le monde des granites.
En 1999, une classification plus générale portant sur les granitoïdes les répartit en six grands groupes de minéralogie et de chimie distinctes.

### Granites calco-alcalins
Ils sont d'origines mixtes (mantellique et crustale) et majoritaires dans les zones de subduction où ils participent à la formation et au recyclage de la croûte continentale. Ce sont les granites de type I.
Les granites calco-alcalins sont présents dans la croûte continentale proche du Moho (discontinuité de Mohorovičić). Ils ont la particularité d'être certes grenus, mais surtout, la présence de microlites (rare) prouve l'activité des enveloppes internes de la Terre.
[réf. nécessaire]

### Granites tholéiitiques
Associés à la croûte océanique, ils résultent d'une différenciation poussée d'un magma à l'origine basaltique. Les plagiogranites sont très riches en feldspaths plagioclases, d'où leur teinte claire. Des plagiogranites peuvent être observées dans les ophiolites du Chenaillet.

### Granites alcalins
Ils sont issus d'un magmatisme alcalin typique d'un contexte distensif. D'origine mantellique le rapport 86Sr/87Sr de ces roches est élevé. Ce sont les granites de type M, ils ont un rôle essentiel dans la formation de la protocroûte (épaississement et enrichissement en certains minéraux).
Ils sont surtout constitués de minéraux appelés feldspaths alcalins. Ils sont reconnaissables par leur pâleur. On y trouve peu de pyroxène, mais plus de quartz. Ils sont rares et nécessitent des forages quasi rivaux.

### Leucogranites

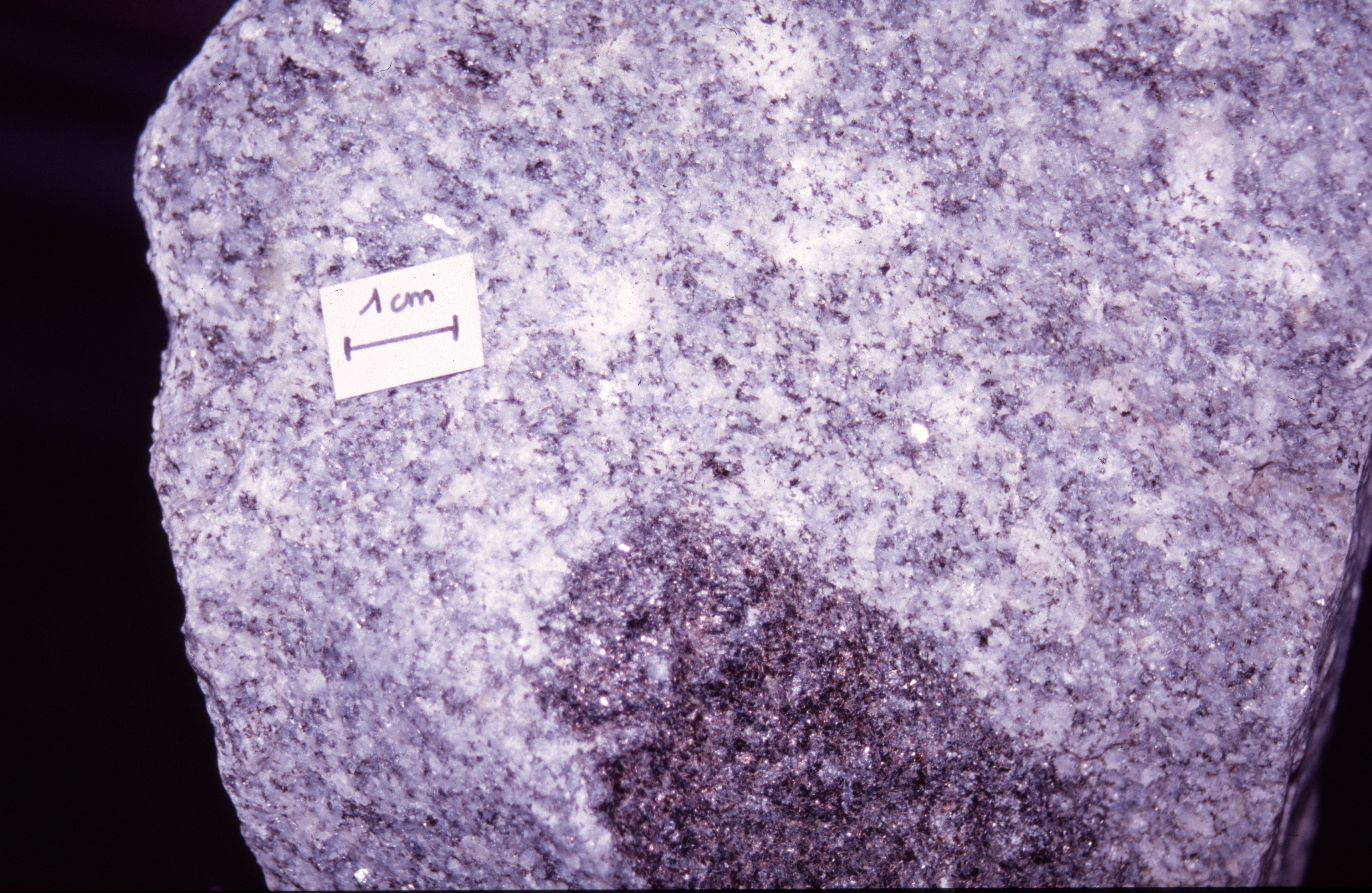
Leucogranite et restite (Limousin, France).

Les leucogranites (du grec λευκός / leukós, « blanc ») sont relativement riches en alumine et sont caractérisés par la présence de muscovite (mica blanc) à côté de la biotite. Il s'agit d'un granite à deux micas (par opposition aux granites les plus courants dits granites à biotite, caractérisés par la présence de biotite seule).
La montagne de Locronan est formée sur un pluton de leucogranite. Des intrusions tardives de leucogranite à biotite et muscovite sont à l'origine du Mont-Dol, du Mont-Saint-Michel et de Tombelaine.
Les leucogranites peuvent présenter différentes teintes. Par exemple, en Bretagne :
- en Ille-et-Vilaine, on trouve principalement un granite bleu dans les bassins de Coglès, Lanhélin et Louvigné-du-Désert ;
- dans les Côtes-d'Armor, on trouve un granite jaune dans les bassins de Languédias, Mégrit, Plaintel et Pleumeur-Bodou, un granite gris-perle dans les bassins de l'Île-Grande et de Languédias, un granite bleu au Hinglé, à Plaintel et Saint-Nicolas-du-Pélem, un granite bleu-noir à Plélauff et un granite gris-blanc dans le bassin de Brusvily ;
- dans le Morbihan, on trouve un granite gris-blanc dans le bassin de Guern, un granite gris-beige dans ceux de Bignan et de Guéhenno, et un granite jaune dans les bassins de Bignan, Guéhenno, Péaule et Plouay ;
- dans certaines enclaves, on trouve un granite rose (à la Clarté-Ploumanac'h), gris-roux (au Hinglé et à Peillac) ou mauve (à Paimpol).

### Granite d'anatexie
Le granite d'anatexie (du grec ana, « en haut » et texis, « enfantement », « fusion ») a des contacts diffus, progressifs avec les roches encaissantes métamorphiques. L'absence d'auréole de métamorphisme de contact indique qu'il n'y a pas de contraste thermique entre le magma et son encaissant, contrairement au granite intrusif. Ce granite est dit « concordant » car il ne digère pas l'encaissant. Le passage est progressif entre des roches hautement métamorphiques et le granite d'anatexie par l'intermédiaire de gneiss migmatitiques.
Ce granite a un aspect différent des autres granites. Il a souvent des hétérogénéités, avec des minéraux orientés. Il est issu, dans les zones de subduction, de l'hydratation des péridotites par l'eau provenant de la déshydratation de la croûte océanique subduite, et dans les zones post-collision, la fusion est rendue possible par l'augmentation de la température grâce à la désintégration radioactive des éléments de la croûte continentale.
Dans les deux cas, la croûte continentale subit une fusion partielle. Le piégeage du liquide in situ, conduit à une morphologie de batholite d'anatexie. Si ce magma granitique migre vers la surface, il peut être à l'origine de granites intrusifs formant des massifs circonscrits, « discordants » (batholite intrusif discordant, pluton).
Le granite obtenu peut former des mylonites ou des gneiss mis au jour [réf. souhaitée] par l'érosion.
Ces granites sont de type S (croûte continentale sédimentaire riche en aluminium).

## Utilisation

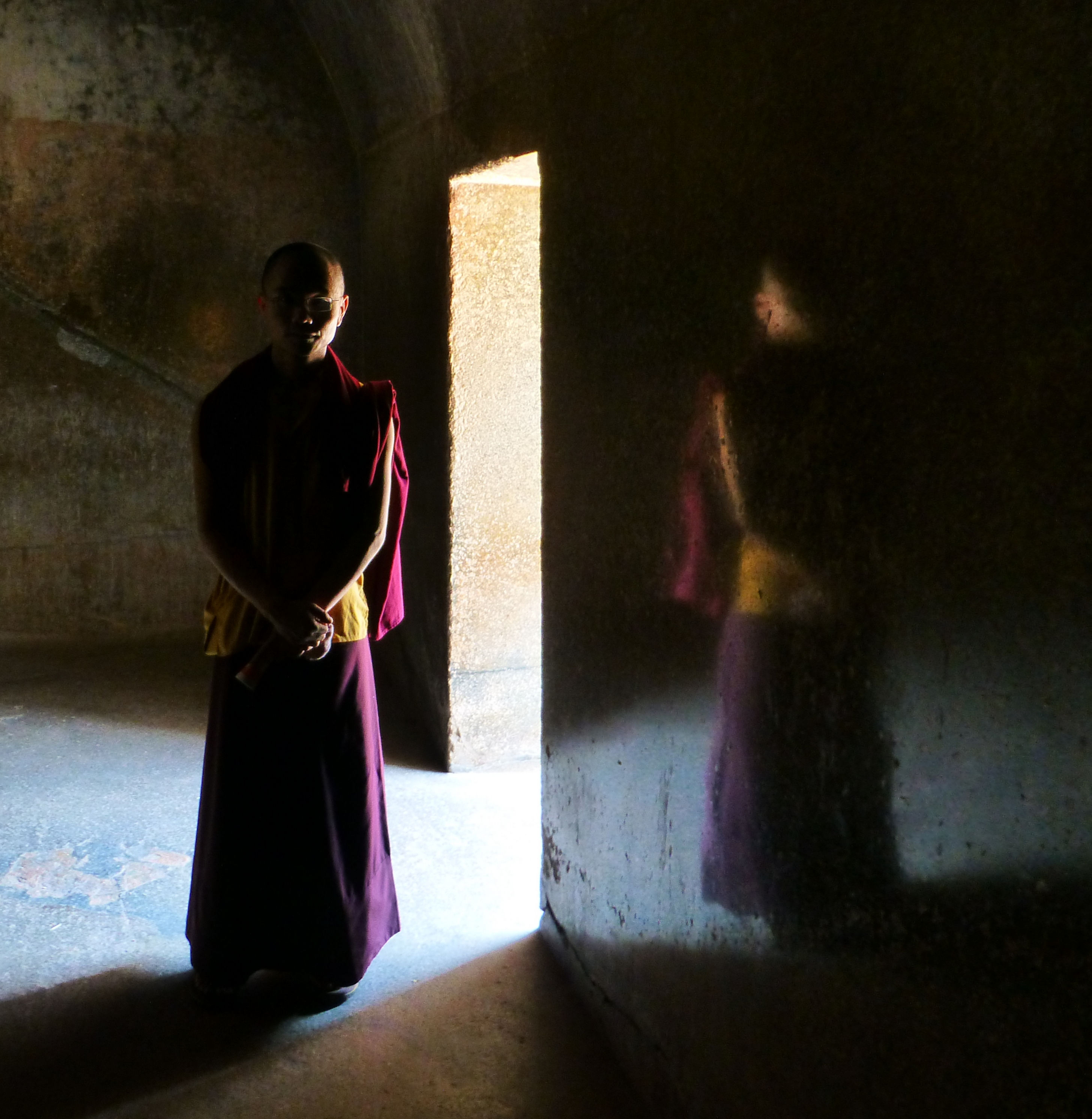
Paroi de grotte en granite, polie de façon parfaitement plane jusqu'à obtenir un effet miroir. Grottes de Barabar, Inde,

L’histoire du granite commence en carrière d’où il est extrait au moyen du minage (répartition de charges d'explosifs dans des trous réalisés par des forages selon un écartement, appelé maille) ou par sciage au câble diamanté (technique apparue dans les années 1970 dans les carrières de marbre italiennes). Les blocs ainsi extraits sont ensuite acheminés vers les usines ou ateliers où ils subissent plusieurs opérations mécanisées de transformation (dégrossissage aux coins éclateurs et à la masse, débitage par sciage, diverses façons de taille et de finitions de surface) jusqu’à obtenir les produits finis commandés par la clientèle. La taille manuelle reste utilisée pour le façonnage d’un certain nombre de produits.
Le granite est utilisé comme matériau de construction (granulats de haute résistance mécanique issus de granite microgrenu, pierre dimensionnelle) ou d'empierrement. En raison de sa texture, de sa durabilité, de son aptitude au polissage et de sa composition pluriminérale qui lui donne un aspect esthétique et différents coloris (nuancier de granites), il est également employé pour la fabrication de monuments funéraires, sculptures, comptoirs, dallages, bordures de trottoir et, depuis les années 1980, comme matériau d'ornement de cuisines et salles de bain.
De manière plus anecdotique, le granite peut aussi servir d'alternative aux glaçons pour refroidir les boissons. Contrairement aux glaçons, la pierre ne fond pas et ne risque donc pas de dénaturer le goût de la boisson par dilution.
Quelques monuments en granite :
- le mont Rushmore ;
- l'obélisque de Louxor, à Paris, celui de Slottsbacken, à Stockholm, ou l'obélisque lumineux, à Vienne (Autriche) ;
- Our Lady of the Isles, sculpture à South Uist (Hébrides extérieures, Écosse) ;
- les Grottes de Barabar, creusées dans le granite, et aux parois polies, Inde, IIIe siècle av. J.-C.

Le granite a été utilisé au Nigeria pour fabriquer du verre.
C'est l'une des trois roches officielles de l'État du Vermont, aux États-Unis, les autres étant le marbre et l'ardoise.

## Altérations du granite

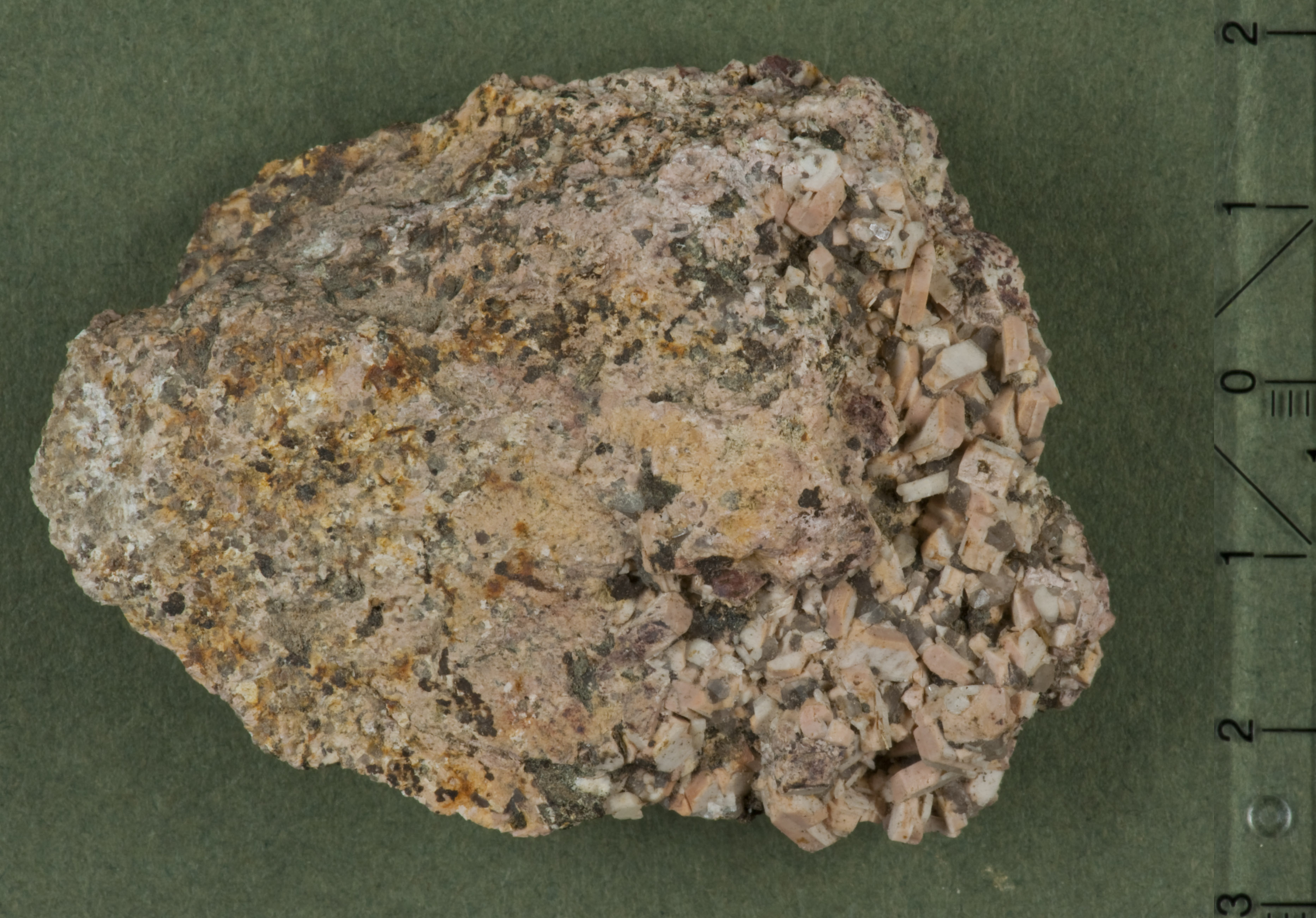
Auréoles de rouille dans un granite altéré.

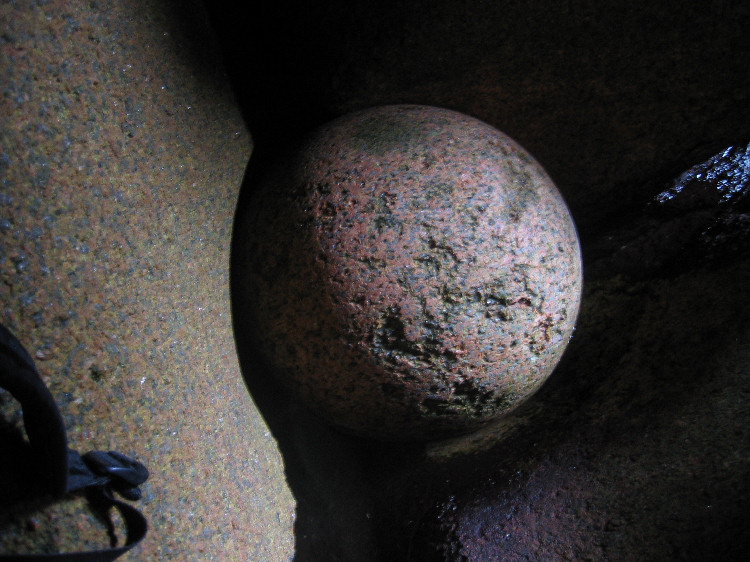
Boule de granite rose de Bretagne, à Trégastel.

Lors de sa cristallisation dans la croûte, le granite reste immobilisé à cet endroit précis, ce qui forme alors un pluton granitique. Le soulèvement des terrains et l'érosion des couches supérieures rendent observable le pluton granitique. Les affleurements granitiques sont nombreux dans le monde ; en France, on peut les observer par exemple en Bretagne, dans les Vosges, dans le Massif central, dans les Alpes, dans le Jura (Massif de la Serre) et en Corse.
Dans un granite faiblement altéré, le fer de la biotite précipite en hydroxyde de fer FeO(OH)x (minéraux de limonite ou goethite) qui forme des auréoles de couleur rouille autour de ces minéraux, les autres minéraux paraissant sains.
Dans un granite fortement altéré devenu friable (« granite pourri »), les minéraux de biotite tendent à disparaître par hydrolyse (transformés en oxyde ferrique ou en chlorite donnant une teinte verdâtre). Les cristaux de feldspath deviennent ternes, pulvérulents (hydrolyse partielle, car leur ion Al3+ est insoluble) et s'imprégnent progressivement des hydroxydes de fer qui se concentrent au voisinage de petites fissures. Les grains de quartz restent sains.
Les argiles résultent, par néoformation, de l’hydrolyse des biotites et des feldspaths tandis que les cristaux de feldspath (notamment l'orthose plus résistant à l’altération que le plagioclase, le premier formant des cristaux en relief à la surface du granite pourri) et de quartz non altérés formeront des grains individualisés, l'arène granitique prise dans une pâte argileuse.
L'altération mécanique et chimique du granite est facilitée par la présence de diaclases et de fissures plus ou moins larges permettant à l’eau ou aux racines des plantes de pénétrer plus facilement à l’intérieur de la roche : le granite possède en effet une porosité de fissures ouvertes (cas d'une roche en décompression) et fermées (cas d'une roche en compression). L'altération périphérique du granite selon une série d'écailles concentriques en pelures d'oignon conduit, en climat tempéré, à la formation de blocs et de boules de granites puis d'un chaos granitique au pied duquel on observe une arène granitique (voir par exemple le site de la « pierre aux neuf gradins » Soubrebost, dans le département de la Creuse). En climat tropical, l'hydrolyse neutre ou alcaline conduit à des argiles parfois différentes tandis que les ions Al3+ des feldspaths précipitent sous forme d'hydroxydes (bauxite).

La vitesse de désagrégation du granite dépend du climat, mais s'accélère une fois que le granite est devenu une roche grenue non consolidée de type sable, très perméable en raison de sa porosité d'interstices. En montagne, l'érosion des massifs granitiques donne lieu à différents modelés : aiguilles, flèches…

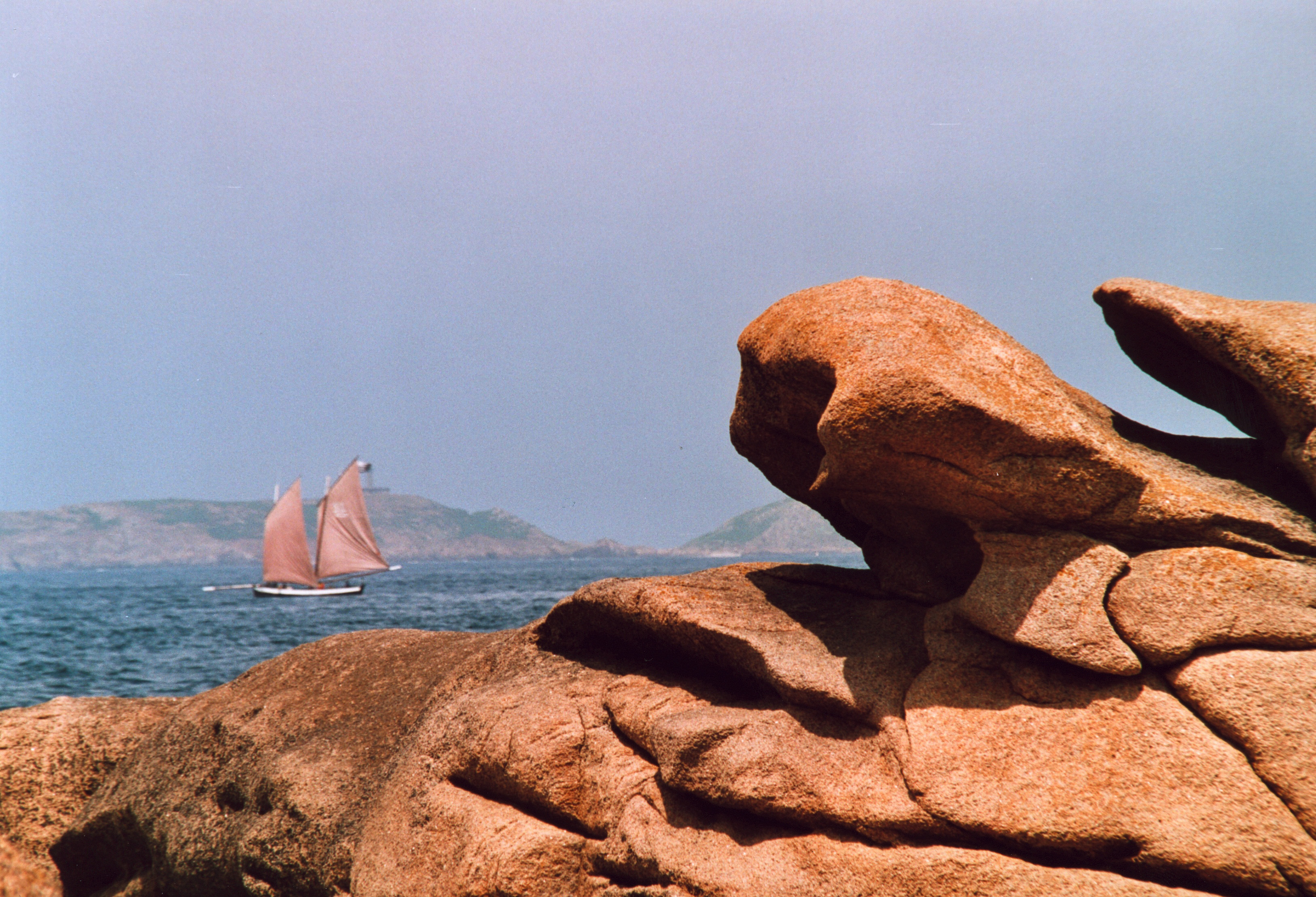
Modelés granitiques (Bretagne).

La désagrégation du granite, ayant ainsi libéré le feldspath, le quartz et le mica, est à l'origine de gisements desquels on peut extraire ces différents minéraux.
Le feldspath peut évoluer jusqu'au stade d'argile kaolinique.
| Granite                                                         | Arène granitique                                                               |
| --------------------------------------------------------------- | ------------------------------------------------------------------------------ |
| Mica (minéral noir ; la muscovite (mica blanc) est inaltérable) | Très rare car très altéré                                                      |
| Feldspath (minéral clair et brillant)                           | Grains plus ou moins altérés                                                   |
| Quartz (minéral translucide de forme irrégulière à éclat gras)  | Grains non altérés                                                             |
|                                                                 | Poudre argileuse résultat de l'altération chimique des feldspaths et des micas |

## Dans la culture
Par son abondance, sa grande solidité et son esthétique, le granite est une roche abondamment utilisée dans la confection de sculptures monumentales depuis la Préhistoire, constituant aussi bien les menhirs néolithiques que les obélisques égyptiens.
Le poète allemand Johann Wolfgang von Goethe est par ailleurs l'auteur d'un texte intitulé Über den Granit (« Sur le granite »).